# Etlingera burttii
Etlingera burttii är en enhjärtbladig växtart som beskrevs av Axel Dalberg Poulsen. Etlingera burttii ingår i släktet Etlingera och familjen Zingiberaceae. Inga underarter finns listade i Catalogue of Life.